# 羟考酮
羟考酮（英語：oxycodone）或譯奧施康定，是一种用于緩解疼痛的口服阿片类药物，于1916年首次在德国制成。它具有高度成瘾性，因此容易被滥用。 服用藥物後該藥在十五分钟内就能開始缓解疼痛，藥效可以持续六個小时。
該藥常见的副作用有欣快、便秘、恶心、呕吐、食欲不振、嗜睡、頭暈、瘙痒、口乾和出汗。严重的副作用可能包括上瘾、物質依賴、物質濫用、易怒、抑鬱、狂躁、譫妄、幻觉、換氣不足、心跳过缓和低血壓。